# أقنف

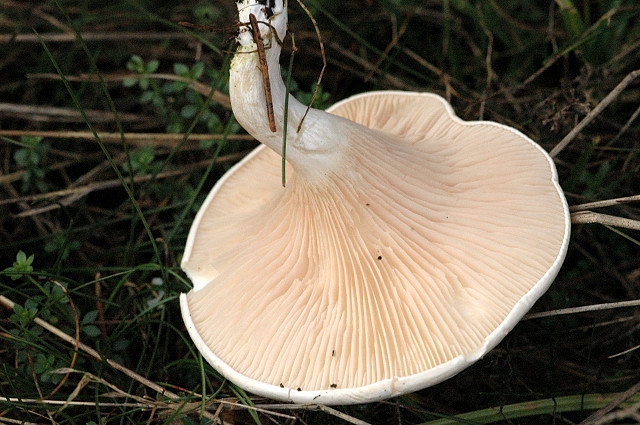
يحتوي فطر Clitopilus prunulus على رُقيقات (gills) قنفاء.

الأقنف أو القنفاء أو السَّاخِد (بالإنكليزية: decurring) هو مصطلح يستخدم في علم النبات وعلم الفطريات لوصف الأجزاء النباتية أو الفطرية التي تمتد إلى أسفل.
في علم النبات يُطبق المصطلح غالبًا على شفرات الأوراق التي تلتف جزئيًا أو لها أجنحة حول الساق أو السويقة وتمتد لأسفل على طول الساق. الأوراق القنفاء هي شكل نباتي شائع للشجيرات ومعظم أشجار كاسيات البذور ، على النقيض من المخروطي الشائع بين العديد من عاريات البذور.. من الأمثلة على الأشجار ذات الأوراق القنفاء معظم أشجار الأخشاب الصلبة: البلوط والجوز والقيقب وما إليها.
يغلب أن يُطبق المصطلح في علم الفطريات على حامل الغشيء من basidiocarp (مثل صفيحات أو خياشيم الفطر أو مسام فطر القوس) عندما يكون مرتبطًا على نطاق واسع ويمتد إلى السويقة.